# Panino al prosciutto
Panino al prosciutto è un romanzo semi-autobiografico del poeta e scrittore statunitense Charles Bukowski. Scritto in prima persona, il romanzo narra le vicende del giovane Henry Chinaski, alter ego dello scrittore.

## Posizione del romanzo nell'ambito della produzione dell'autore
Uscito nel 1982, Ham on rye chiude il ciclo romanzesco in cui Bukowski ha raccontato la propria vita sotto lo pseudonimo di Henry Chinaski. Il senso del titolo lo ha spiegato lo stesso Bukowski a Fernanda Pivano in un'intervista rilasciatale durante la stesura del romanzo: «Il titolo è Ham on rye, “Sandwich di prosciutto su pane di segale”. Capisci, tu dai un morso, io sono il prosciutto».

Il titolo del romanzo gioca anche sul titolo originale de' Il giovane Holden (titolo inglese: The Catcher in the Rye) di J. D. Salinger. Entrambi i romanzi sono fortemente autobiografici, narrati in prima persona e prevalentemente riguardano l'esperienza adolescenziale del protagonista. 
Gli altri titoli di questa grande autobiografia romanzata sono: Post Office (1971), che racconta gli anni centrali dell'impiego alle poste, del matrimonio fallito e della paternità, oltre che delle immancabili donne e delle bevute pantagrueliche; Factotum (1975), che racconta il periodo giovanile della vita randagia da un lavoro di infimo livello all'altro, da una squallida camera in affitto all'altra, da una bottiglia all'altra, dall'alcova di una donnaccia all'altra; e infine Women (1978), che racconta gli anni della maturità, in cui, oltre alle solite infinite bevute e alla girandola di donne conosciute - ninfomani, frigide, tossicomani, prostitute, gerontofile, alcolizzate, sante, fumate - e sciupate, compare finalmente lo scrittore sulla via di un'affermazione crescente e inarrestabile.

## Trama e motivi
Panino al prosciutto racconta il primo periodo della vita di Bukowski-Chinaski, nonché dell'ingresso nella nota vita randagia e pericolosa tra stanze in affitto, risse e dipendenza dall'alcol. 
Il romanzo si chiude in una giornata storica: è il 7 dicembre 1941, le radio annunciano l'attacco giapponese di Pearl Harbor e Chinaski, che sta facendo il giro dei bar con l'amico Becker, il quale sogna di diventare scrittore ma nel frattempo si è arruolato nei Marines, rimane ancora una volta solo perché l'altro deve immediatamente ritornare alla base militare. Dal primo episodio del Taccuino di un vecchio sporcaccione, e da un racconto della raccolta A sud di nessun nord (1973), intitolato "Questioni di politica", sappiamo anche che questo amico non tornerà mai più dalla guerra. 

In questo romanzo duro, crudele, disperato, ma anche ironico e tenero, tutto è affrontato con toni privi di ogni retorica e di ogni facile consolazione. Tra molte altre cose, c'è la crisi economica e occupazionale americana seguita alla Grande depressione degli anni Trenta; ci sono i genitori patetici, conformisti e violenti, soprattutto il padre; c'è la scoperta voyeuristica e onanistica del sesso e la bruciante consapevolezza di esserne escluso per una devastante acne che rende orribile il protagonista agli occhi degli altri e di se stesso; c'è la rivolta contro le ipocrisie sociali del lavoro, del successo e dell'amor di patria; c'è la scuola in cui le gerarchie sociali sono riprodotte ed esasperate; ci sono i professori grotteschi e repressi e le professoresse seducenti e materne; ci sono gli amici e le rivalità feroci per la leadership e per accaparrarsi le ragazze; e c'è infine il sentimento umiliante dell'esclusione che sfocia in un cupio dissolvi nell'alcol e nell'emarginazione, cui soltanto lo sfogo della scrittura disperata e compulsiva darà una sublimazione e una speranza di riscatto.

## Confronti
Da quanto detto risulta inevitabile un confronto con i due modelli negativi, cioè antieroici e antiretorici, di “romanzo di formazione” più famosi della letteratura americana precedente, ovvero On the road (1957) di Jack Kerouac e soprattutto Il giovane Holden (1951) di Jerome David Salinger. Sono due libri che, malgrado l'esplicito piglio informale, sul piano artistico hanno qualcosa che li pone forse al di sopra del romanzo di Bukowski.

Bukowski è ancor meno letterario: la sua scrittura è secca, rapida, chiarissima, diretta, priva di fronzoli e cedimenti lirici, i suoi dialoghi sono costruiti con una naturalezza e un'efficacia “teatrale“ che lasciano sbigottiti, e la lettura scorre liscia come l'olio (lo stesso vale per le sue numerosissime poesie). Certo, il giovane Chinaski a volte ricorda Holden, ma nel complesso la sua personalità è infinitamente più aspra e maledetta: dal suo punto di vista, Holden sarebbe solo un fighetto di buona famiglia che sceglie la segregazione e la “rinuncia” (come già il Dedalus di James Joyce) per ragioni incomprensibili e in una maniera in fondo soft. Lui, invece, ha il padre disoccupato (che fa finta ogni mattina di andare a lavorare per non far brutta figura coi vicini), è brutto, povero e violento per rabbia e rancore, ma nonostante tutto non ha brama di essere ricco e figo come alcuni suoi compagni, semplicemente vuole una vita libera da tutte le convenzioni della società (in cui si è accettati solo quando si hanno certe caratteristiche), meno legata alla dipendenza da datori di lavoro arroganti e odiosamente succubi del sistema produttivo che servono. 

Sarebbe anche interessante, infine, fare un confronto più analitico tra i gusti letterari di Holden e quelli di Chinaski: Holden, ad esempio, detesta l'Hemingway di Addio alle armi, perché lo considera “fasullo”, e adora il Fitzgerald de Il Grande Gatsby, mentre Chinaski parla con entusiasmo della sua scoperta di Hemingway e altrove, come nel Taccuino e in Donne, Bukowski-Chinaski dichiara di disprezzare autori come Fitzgerald, Truman Capote e Norman Mailer, perché “ce l'hanno fatta” troppo presto e in seguito hanno dormito sugli allori diventando sciatti e prevedibili. Il suo vero idolo rimarrà John Fante, l'autore di Chiedi alla polvere (1939) a lungo dimenticato che ha anticipato di molti anni la Beat Generation e alla cui riscoperta anche Bukowski ha contribuito facendolo ripubblicare.

## Edizioni
- Charles Bukowski, Panino al prosciutto, Guanda, 2000,  p. 327.